# Afvoer (hydrologie)
De afvoer (Q) is in de waterkringloop het wegstromen van water uit een bepaald gebied. Water is onder normale omstandigheden voornamelijk afkomstig uit neerslag. Het stroomt via het oppervlak en/of door de bodem of ondergrond naar een waterloop (beek of rivier). Water stroomt uiteindelijk via een of meerdere waterlopen en soms door meren naar de zee, tenzij het verdampt of door de mens uit de waterkringloop wordt onttrokken. De afvoer van water in een rivier wordt het debiet genoemd. 

## Waterbalans
Meestal kan worden aangenomen dat de totale hoeveelheid water die een gebied inkomt en uitgaat op langere termijn gelijk zijn: er bestaat een evenwicht dat de waterbalans wordt genoemd. Water komt een stroomgebied binnen door middel van neerslag. Neerslag die direct op het oppervlak valt wordt doorval genoemd. De stamafvoer is het water dat op de vegetatie (bomen en planten) terecht komt maar naar beneden stroomt en zo toch de grond bereikt. Maar niet alle neerslag komt op het oppervlak en in de afvoer terecht. Een deel blijft op de vegetatie liggen. Dit water kan door verdampen weer in de atmosfeer komen. Ook uit de bodem verdampt water. Planten nemen water op uit de bodem en stoten het via huidmondjes uit in de vorm van waterdamp. Verdamping bestaat daarom uit twee processen: de evaporatie uit bodem en vegetatie en de transpiratie van planten. Deze twee worden samen evapotranspiratie genoemd. 
De afvoer in een rivier of beek hangt sterk af van het weer. Het "normale" debiet zoals wanneer het een paar weken niet geregend heeft wordt de basisafvoer (Engels: base flow) genoemd. Tijdens en vlak na regenval komt daar een zeker hoeveelheid water bij: de snelle afvoer (Engels: quick flow). Deze zal de beek of rivier kortstondig doen zwellen met een afvoergolf.
De totale waterbalans in een stroomgebied wordt als volgt uitgedrukt:
P = ET + Q ± Δs
P staat daarin voor de neerslag (precipitatie); ET is evapotranspiratie; Q is de afvoer; en Δs is de optelling van alle speciale processen zoals onttrekking door de mens, smelten van sneeuw of ijs, of veranderingen in het klimaat of de vegetatie. Veranderingen in landgebruik en menselijke constructie van gebouwen of wegen in het gebied kunnen de waterstromen beïnvloeden. Hoe klimaatsverandering de waterbalans precies beïnvloed is onzeker en verschilt wereldwijd sterk.

## Totale afvoer
Water uit neerslag en uit de grond stroomt naar een beek of rivier en voedt deze. Er zijn verschillende manieren waarop water de beek of rivier kan bereiken. Hydrologen proberen deze stromen te meten en een neerslagafvoermodel voor het stroomgebied te maken.
De totale afvoer uit een afvoergebied naar een beek of rivier bestaat uit de oppervlakteafvoer (Qo), de doorstroomafvoer in de onverzadigde zone van de bodem (Qt), en de grondwaterafvoer (Qg). Daarnaast valt er ook neerslag direct in de rivier (Qp). De totale afvoer kan, als deze stromen bekend zijn, op de volgende manier worden berekend:
Q = Qp + Qo + Qt + Qg